# Altes Schloss (Flinsberg)

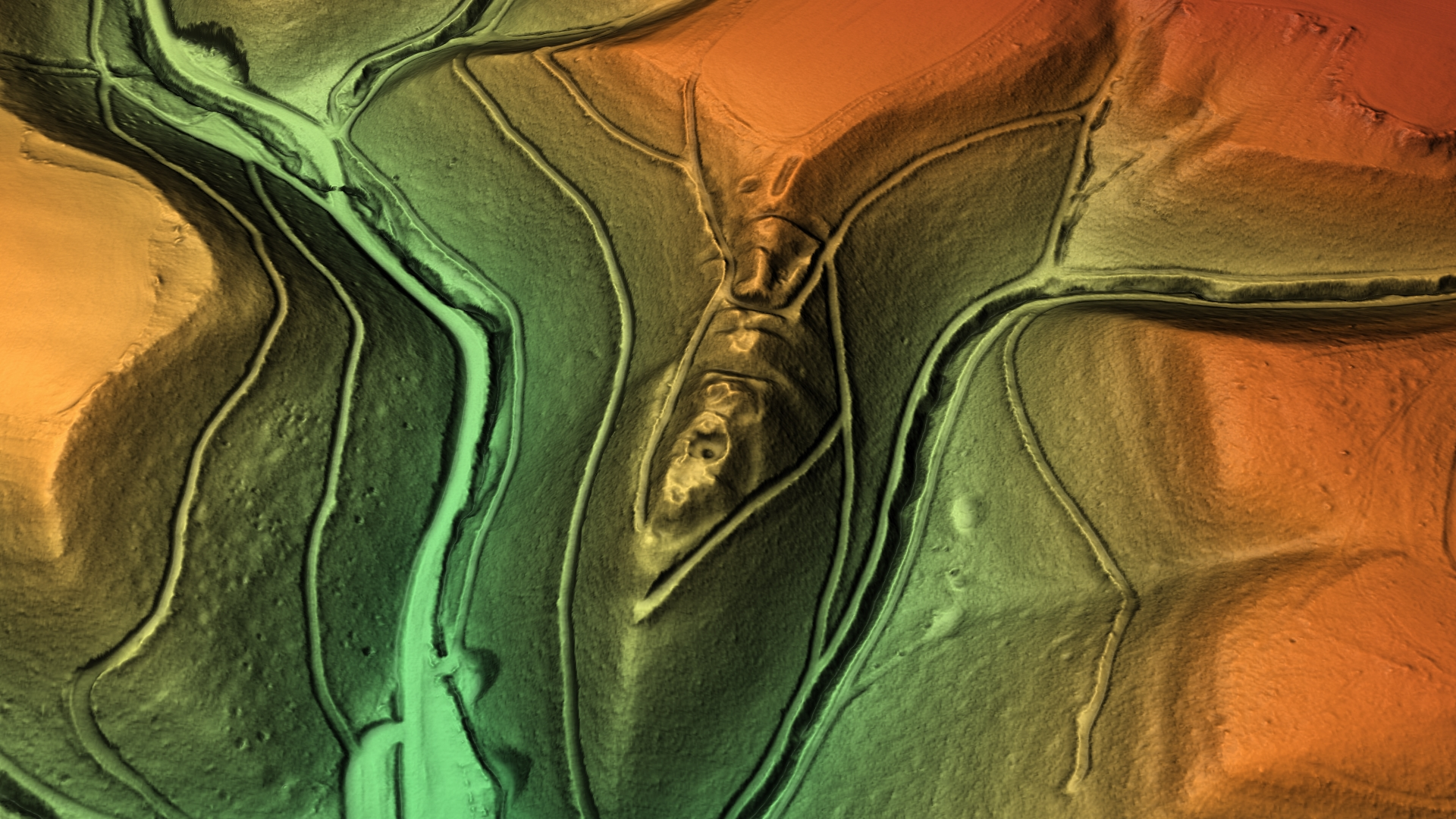
3D-Ansicht des digitalen Geländemodells

Das Alte Schloss ist eine abgegangene mittelalterliche Spornburg bei Flinsberg in der Gemarkung der Stadt Heilbad Heiligenstadt im Landkreis Eichsfeld in Thüringen.

## Lage
Die Burganlage befindet sich ungefähr einen Kilometer südöstlich von Flinsberg auf dem gleichnamigen spornartigen Ausläufer des Obereichsfelder Muschelkalkplateaus auf einer Höhe von ungefähr 440 m ü. NHN. Der schmale Bergkamm fällt nach drei Seiten (nach Westen, Süden und Osten) mit einer steilen Schichtstufe aus Muschelkalk ins Tal der Rosoppe.

## Geschichte
Über die Geschichte der Burganlage bei Flinsberg finden sich keine unmittelbaren Quellenangaben. Selbst ein ursprünglicher Burgname ist nicht mehr überliefert, die heutige Bezeichnung „Altes Schloss“ entstand lange Zeit nach dem Untergang der Burg.
Die Vermutung, dass es sich hier um die ehemalige Burg Velsecke gehandelt haben könnte, trifft wohl nicht zu, die Burg Velsecke dürfte die unmittelbare Vorgängerburg der heutigen Burg Gleichenstein sein. Das hiesige Burggelände wäre als Grafenburg derer von Gleichen auf Grund der Abmessungen eher ungeeignet gewesen.
Das Gebiet südlich von Flinsberg bis einschließlich der Wüstung Ascherode gehörte über mehrere Jahrhunderte der auf der Burg Gleichenstein eingesetzten Burgmänner und danach im benachbarten Bernterode ansässigen Adelsfamilie von Tastungen. Dass ein Friedrich von Tastungen 1223 zwischen Ascherode und Flinsberg auf dem Schwarzenstein eine Burg erbaut haben soll, ist nicht belegt und entspricht mehr einer Legendenbildung. Der Schwarzenstein war ein in der Umgebung von Flinsberg gelegenes Berg- und Waldgebiet, das der Kämmerer Dietrich von Straußberg im Jahre 1297 dem Kloster Anrode verkauft hatte (...montem dictum Swarzensteyn, silvam dictani Swarzensteyn...). Zwischen 1549 und 1676 wird der Schwarzenstein noch mehrmals in Urkunden genannt, von einer Burg ist in den Urkunden aber nichts erwähnt. Das Gebiet um den Schwarzenstein ist dann der Gemarkung von Flinsberg zugefügt worden.
Wann die mittelalterliche Burg erbaut wurde und wann sie wieder aufgegeben oder zerstört wurde, ist nichts bekannt. Eventuell war es eine königliche Burg, da sie oberhalb der Verbindungsstraße zwischen den königlichen Höfen in Martinfeld und Geisleden lag. Die Kämmerer, die den Schwarzenstein 1294 verkauften, waren königliche Ministeriale in Mühlhausen.  Auch stellte kein Eichsfelder Adelsgeschlecht Besitzansprüche in diesem Gebiet. Inwieweit sie mit der nur knapp zwei Kilometer südöstlich, auf einer ähnlichen Bergkuppe, gelegenen Burg Velsecke/Gleichenstein in Beziehung stand, ist nicht bekannt. Das Gebiet um Flinsberg mit dem Schloss gehörte auch nicht zum Amtsbereich der Burg Gleichenstein, sondern zum Amt Rusteberg. Nachdem die Burg verlassen wurde, diente sie als Steinbruch für die umliegenden Bewohner, wie es auch bei anderen Burgen geschehen ist.
Auf dem gegenüberliegenden namenlosen kleinen Bergsporn befindet ebenfalls ein vermutlich künstlicher Graben, der die kleine Bergspitze vom Plateau abtrennt und Teil einer Befestigung war. Das Alte Schloss könnte zusammen mit dieser Befestigung der Abriegelung der Straße im Rosoppetal gedient haben. Von beiden Bergspornen hatte man unmittelbaren Sichtkontakt zueinander und in das Tal.

## Heutiger Zustand
Auf der zur heutigen Waldgenossenschaft Flinsberg gehörenden bewaldeten Bergkuppe findet man noch mindestens vier Halsgräben, die den 200 Meter langen Bergsporn an der schmalsten Stelle von der Hochfläche abtrennen. Die Hauptburg befand sich auf dem letzten und am tiefsten gelegenen Bergabschnitt. Zu finden sind dort nur noch ein kleiner Mauerrest und vereinzelte Bruchstücke von Ziegeln. Ein ehemaliger Brunnen wurde 1874 nach einem tödlichen Unfall mit Material vom Burggelände verfüllt.
Zugang zum Gelände besteht über steilere Wege vom Tal hinauf zum Bergkamm. Das Areal ist als Bodendenkmal ausgewiesen. 2012 wurden beim Anlegen von Rückewegen für Forstarbeiten Teile der Burggräben beschädigt.